# Amegilla antimena
Amegilla antimena är en biart som först beskrevs av Henri Saussure 1890.  Amegilla antimena ingår i släktet Amegilla och familjen långtungebin. Inga underarter finns listade i Catalogue of Life.